# Bukovina nad Labem

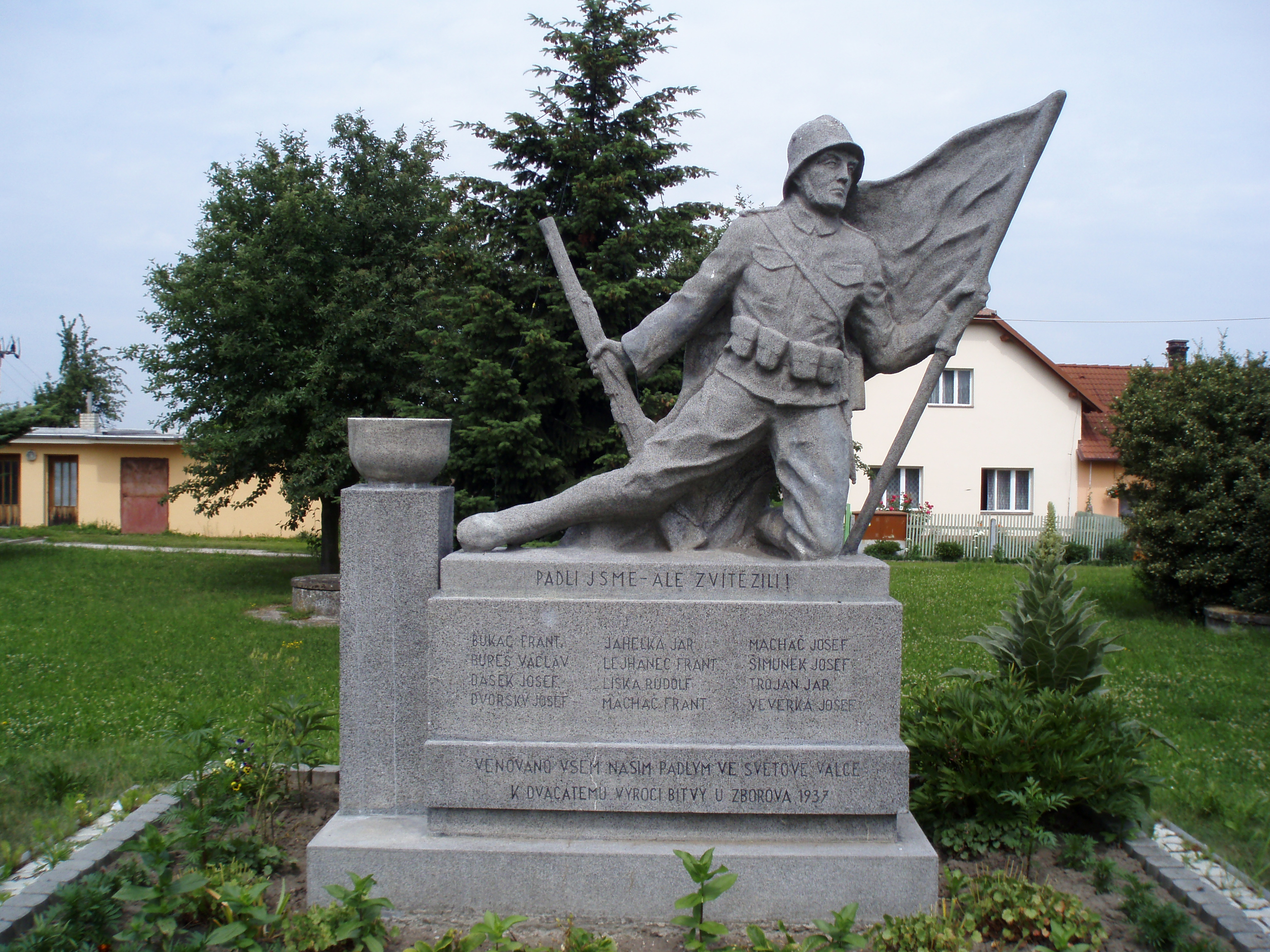
Pomnik ofiar I wojny światowej

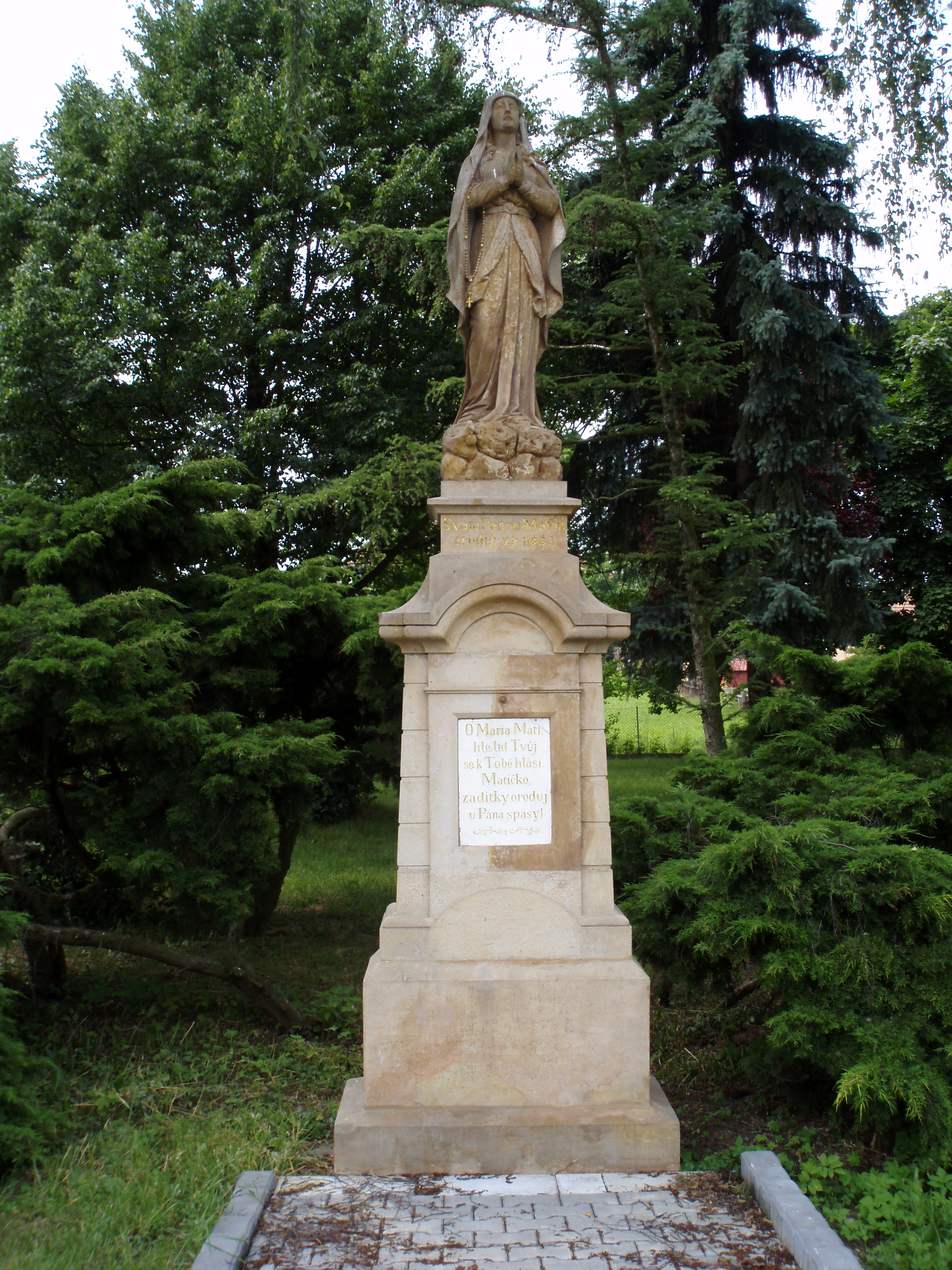
Statua Marii Panny

Bukovina nad Labem – czeska wieś, która się znajduje w powiecie Pardubice wzdłuż rzeki Łaby, przy starej drodze z Hradca Kralowe do Pardubic.

## Historia
Pierwsza wzmianka o wsi pochodzi z 1340. Wieś powstała już w połowie XIII wieku, kiedy benedyktyni z klasztoru opatovickiego wyrąbali tamtejsze lasy bukowe.
W latach 1838–49 tutaj żył Václav Veverka, współwynalazca pługu.

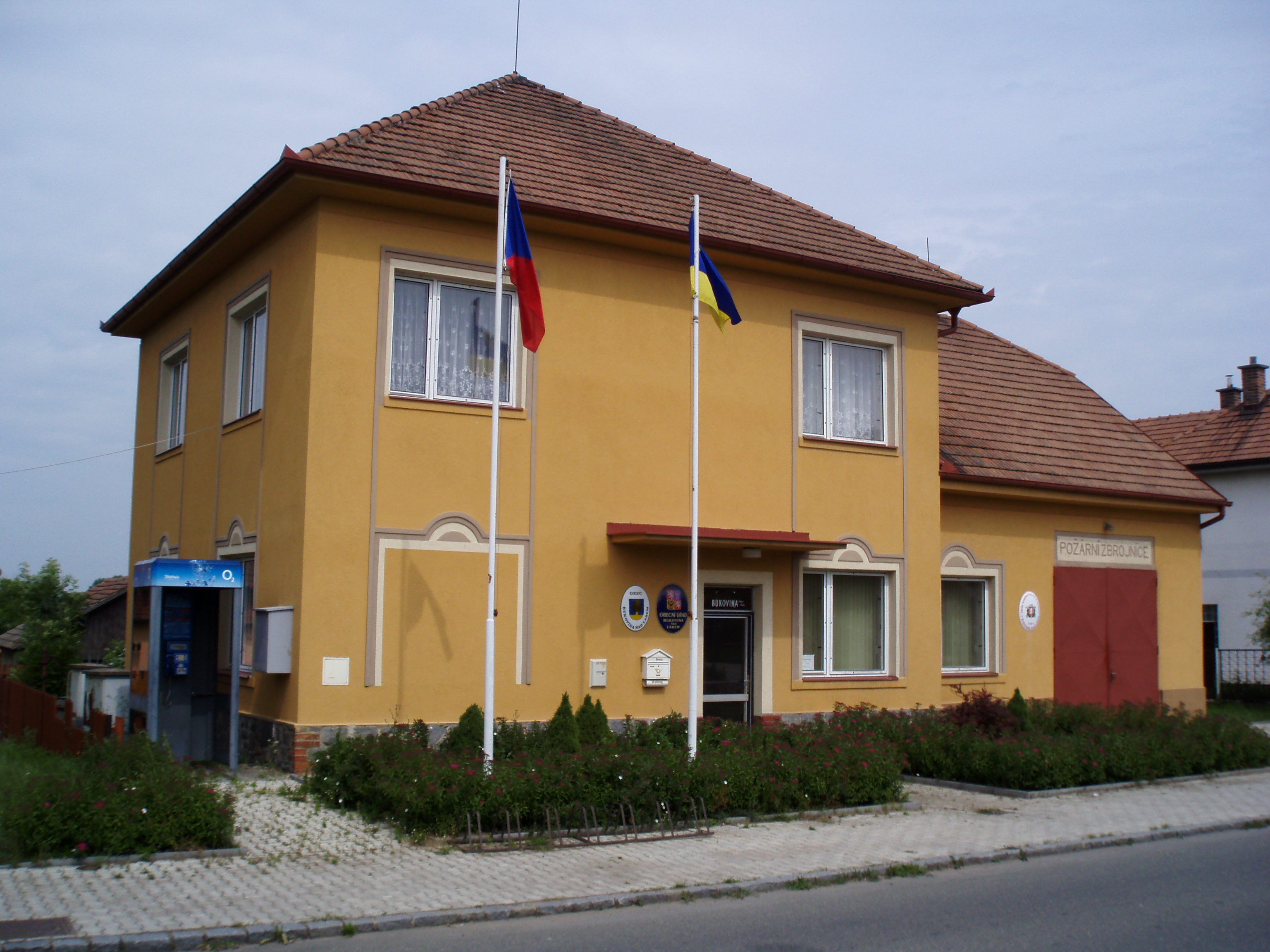
Urząd Gminy

## Zabytki
- Pomnik ofiar I wojny światowej
- Kamienne krzyże i statuy religijne